# Uca (Tubuca) flammula
Uca (Tubuca) flammula is een krabbensoort uit de familie van de Ocypodidae. De wetenschappelijke naam van de soort is voor het eerst geldig gepubliceerd in 1975 door Crane.